# St. Johannis Enthauptung (Biebelried)

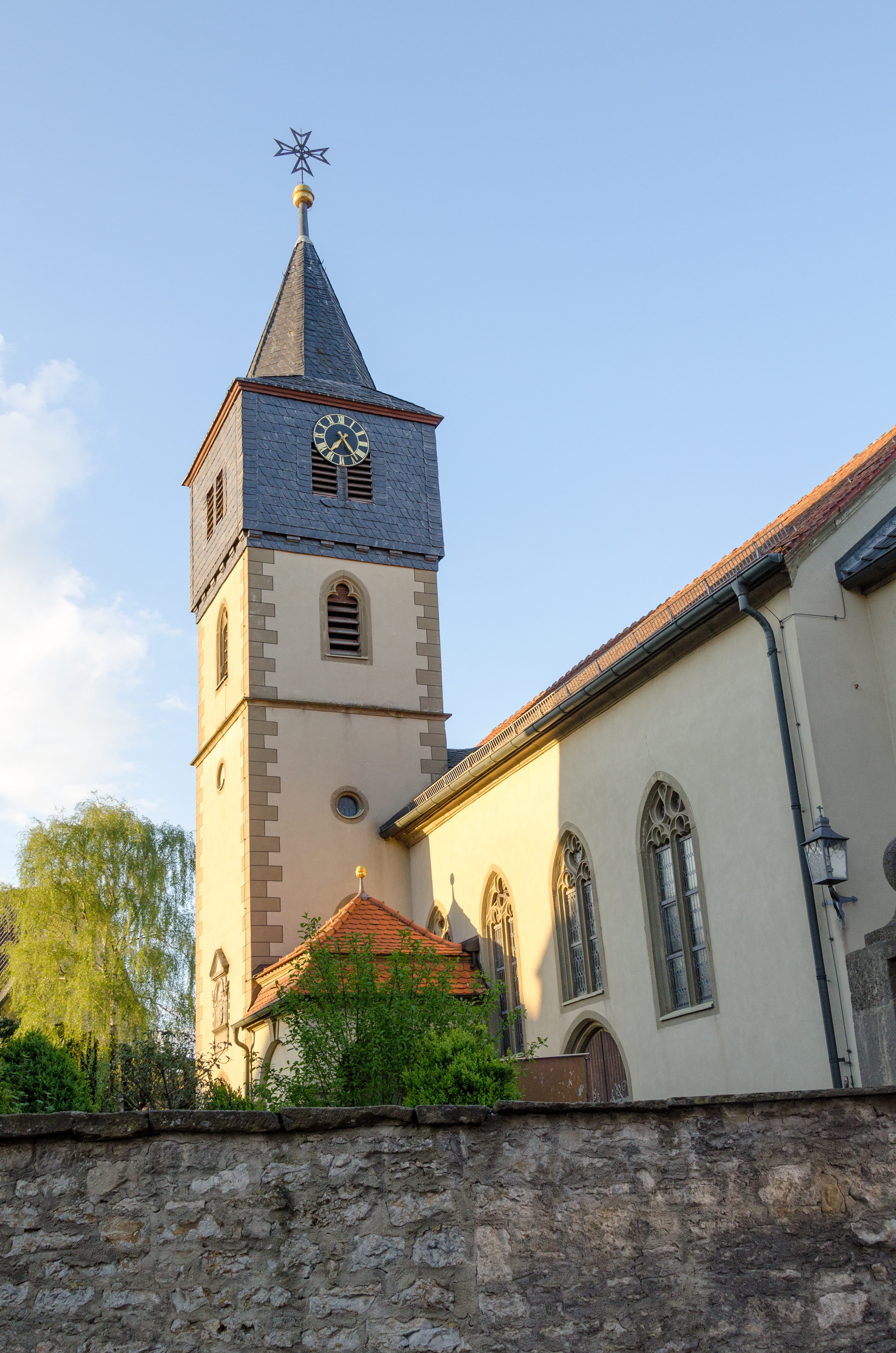
St. Johannis Enthauptung in Biebelried

St. Johannis Enthauptung ist die römisch-katholische Pfarrkirche von Biebelried.

## Baugeschichte
Im Jahre 1251 wurde eine bereits bestehende, dem heiligen Petrus geweihte Kapelle dem Johanniterorden zu Würzburg übergeben. Dieser hatte 1244 bereits die fürstbischöfliche Burg in Biebelried erworben, um dort ein Kastell zu errichten.
Nachdem die Vorgängerkirche St. Peter 1606 den Flammen zum Opfer gefallen war, erbaute man unter Komtur Johann Friedrich von Saulheim eine neue Kirche, von der heute noch die nördliche Stirnmauer des Langhauses, der ehemalige Ostchor (jetzt Sakristei) und der Turm erhalten sind. Diese Kirche hatte einen wenig eingezogenen Chor mit einem Joch und Schluss auf drei Seiten sowie ein grätiges Kreuzgewölbe beziehungsweise Kappengewölbe. Am Gewölbe befand sich ein Bronzewappen mit Umschrift:

„Anno 1606 den 9. Jan. Hans Friderich Hund von Saulheim St. Johannes: Ord: Ritter Comethur vnd Prior Datiae.“

Des Weiteren befanden sich darin ein runder Chorbogen mit profiliertem Kämpfergesims, eine kleine Sakristei nördlich vom Chor und zwei spitzbogige Fenster mit nachgotischem Maßwerk an der ehemaligen Nordmauer des Langhauses (jetzt Stirnseite des Chores).
Die Kirche hat Klangöffnungen mit nachgotischem Maßwerk nach vier Seiten und einen spitzbogigen Zugang mit Stabwerk. Über der Türe befindet sich eine Steintafel mit einem Wappen, Spitzhelm und einer Inschrift in Renaissanceumrahmung:

„Anno 1606 den 9. Jann. hat der wolehrwürdige Gestrenge und Edle Herr Hans Friderich Hundt von Saulheim St. Johans ordes Ritter, prior Datiae Comethur zue Würtzberg, Schleußingen und Weyßsensee Röm. kay. Maj. Rath diese Kirchen laßen abbrechen vnd mit Hülff einer Gemain zue Biebelriedt soclhe von grundt wider auffbauen vnd zum Gottesdienst Consaeriren und verfertigen laßen.“

In der zweiten Hälfte des 18. Jahrhunderts gab es wiederum Planungen für einen Neubau, dessen Entwürfe 1911 erhalten waren.
Im Jahre 1804 beschädigte ein schweres Unwetter die Kirche. Der Neubau einschließlich Saalbau mit eingezogenem polygonalem Chorabschluss und Langhaus erfolgte 1822 unter Einbeziehung der genannten älteren Gebäudeteile. Diese heutige Kirche ist nördlich ausgerichtet. Der quadratische Turm steht vor der Westseite.
Eine Restaurierung fand in den Jahren 1903/04 statt.

## Ausstattung

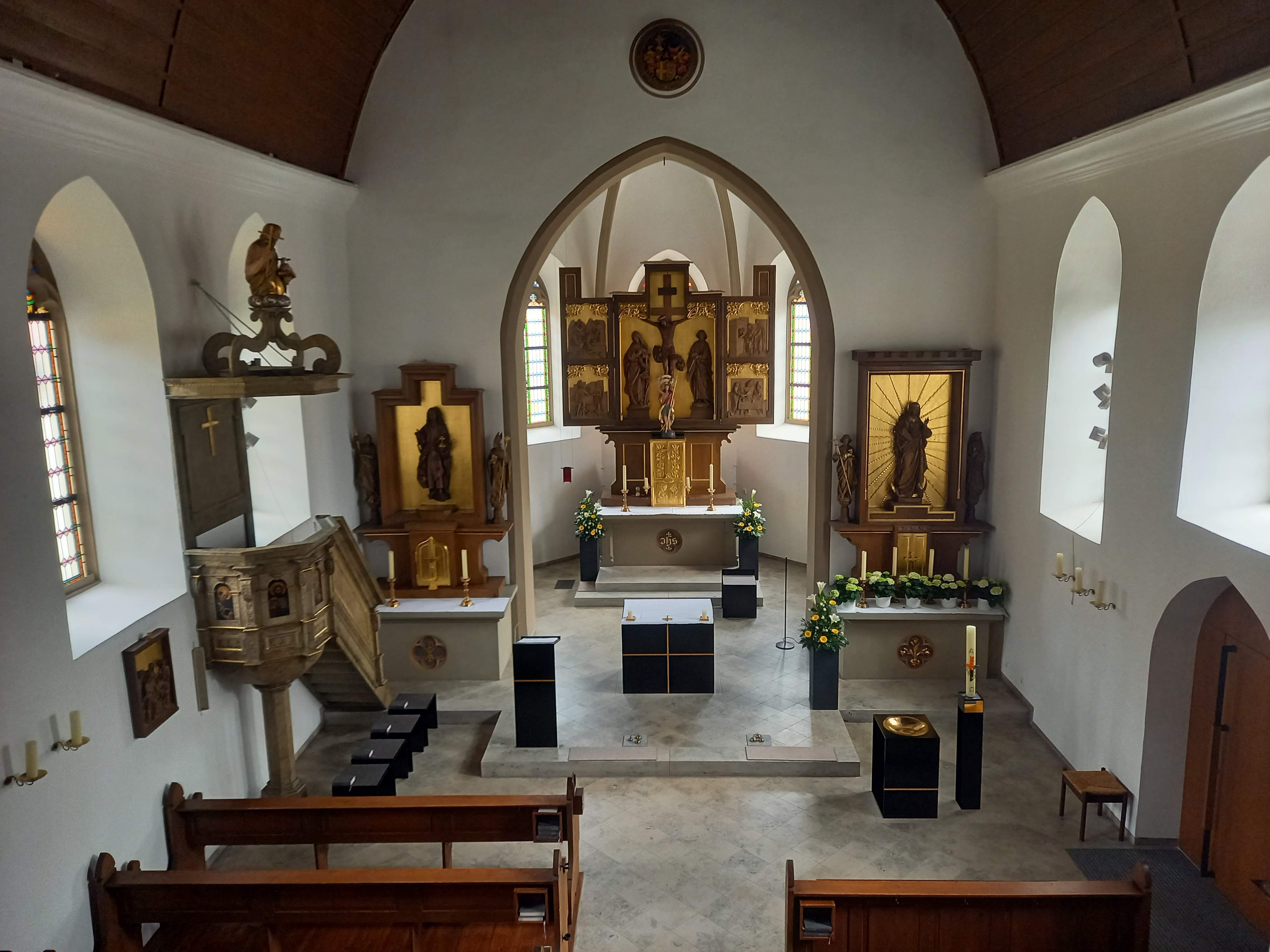
Blick von der Empore nach der Kirchenrenovierung

Zur Ausstattung gehören ein Kruzifix auf dem Hochaltar (um 1903 geschaffen wie auch die Seitenaltäre) und die Figur des Salvators auf dem linken Seitenaltar von Tilman Riemenschneider. Beide waren einst Bestandteil des um 1510 vollendeten Hochaltars im Würzburger Dom.
Das Kruzifix, dessen Kreuz und Arme ersetzt wurden, ist aus Lindenholz, ungefasst und 1,5 m hoch. Es wurde eigenhändig von Tilman Riemenschneider um das Jahr 1500 herum geschnitzt.
Der Christus Salvator mit reich bewegter, flatternder Gewandung ist ebenfalls aus naturfarbenem Lindenholz und 1,03 m hoch. Seine rechte Hand wurde ersetzt. Er stammt aus der Riemenschneider Schule um 1510 und ähnelt dem Christus Riemenschneiders, der ursprünglich in der Marienkapelle stand.
Auf dem rechten Seitenaltar ist eine geschnitzte Figur der Immaculata aufgestellt.
Alle drei Altäre wurden vergoldet, um die geschnitzten Figuren besser wirken zu lassen.
Zelebrationsaltar, Ambo und Taufstein sind Werke des Künstlers Matthias Engert (Zell am Main) aus schwarz gefärbtem Stahl und wurden im November 2017 eingeweiht.
Die Orgel mit 13 Registern wurde im Jahr 1997 von der Firma Rensch eingebaut.
Ein vergoldeter Silberkelch aus der Zeit um 1700 ist 29 cm hoch und hat eine Kuppa mit Überfang, am Fuß und an der Kuppa Engel mit Leidenswerkzeugen, am Nodus drei Engelchen, Akanthusranken sowie an Fuß und Kuppa farbige Emaillen von blauen Steinen umgeben.

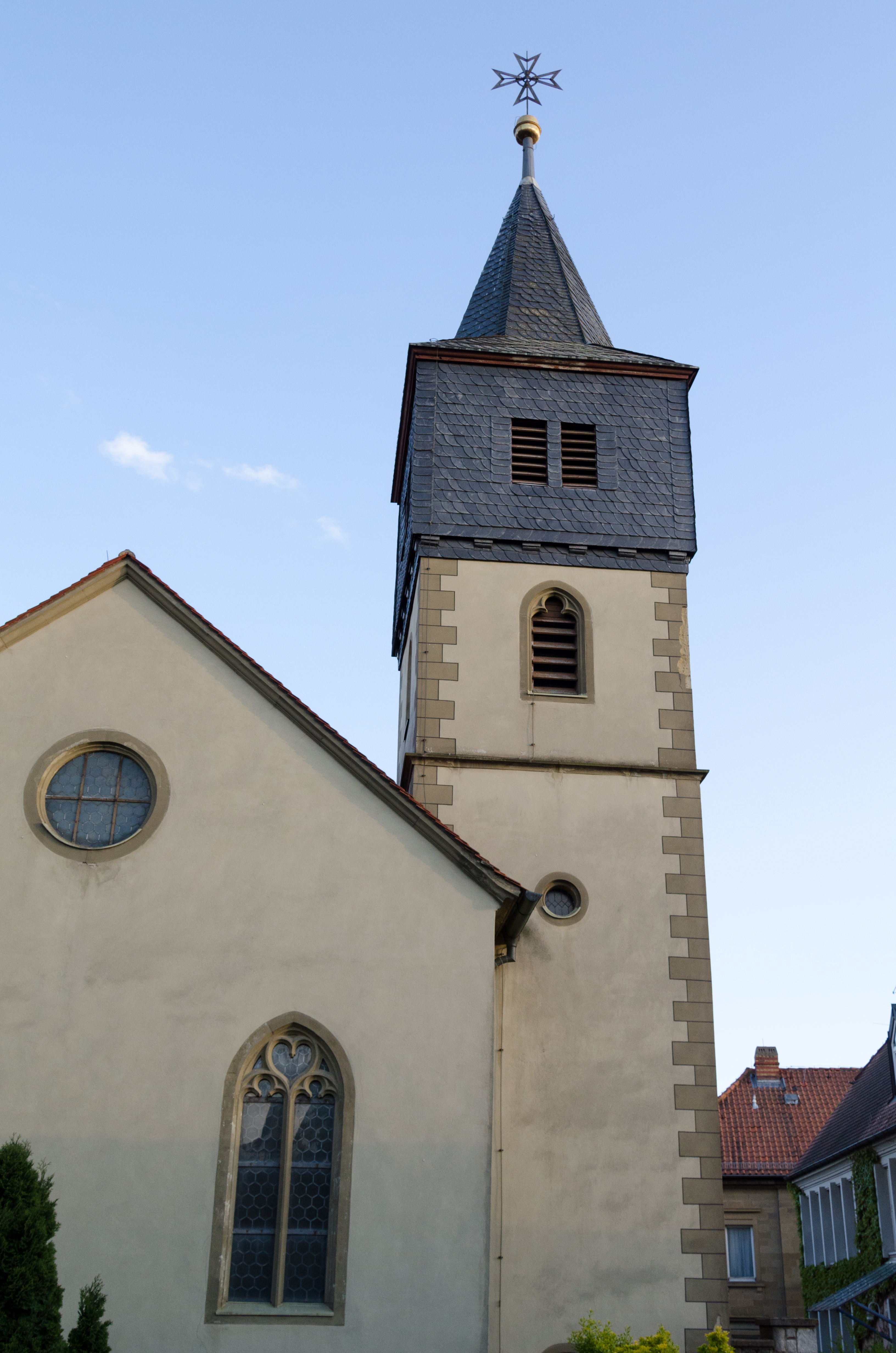
Nordseite mit dem quadratischen Turm
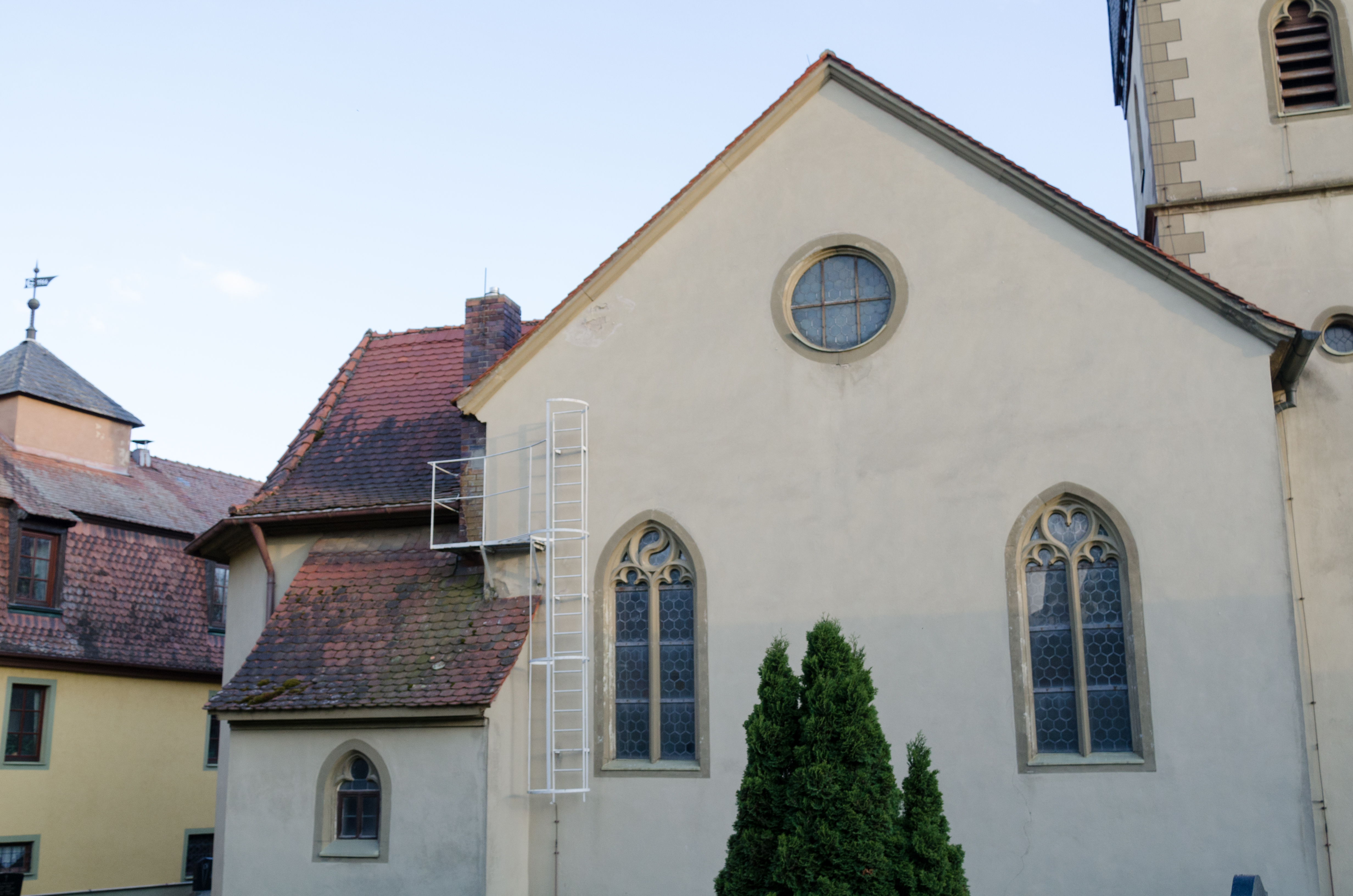
Nordseite
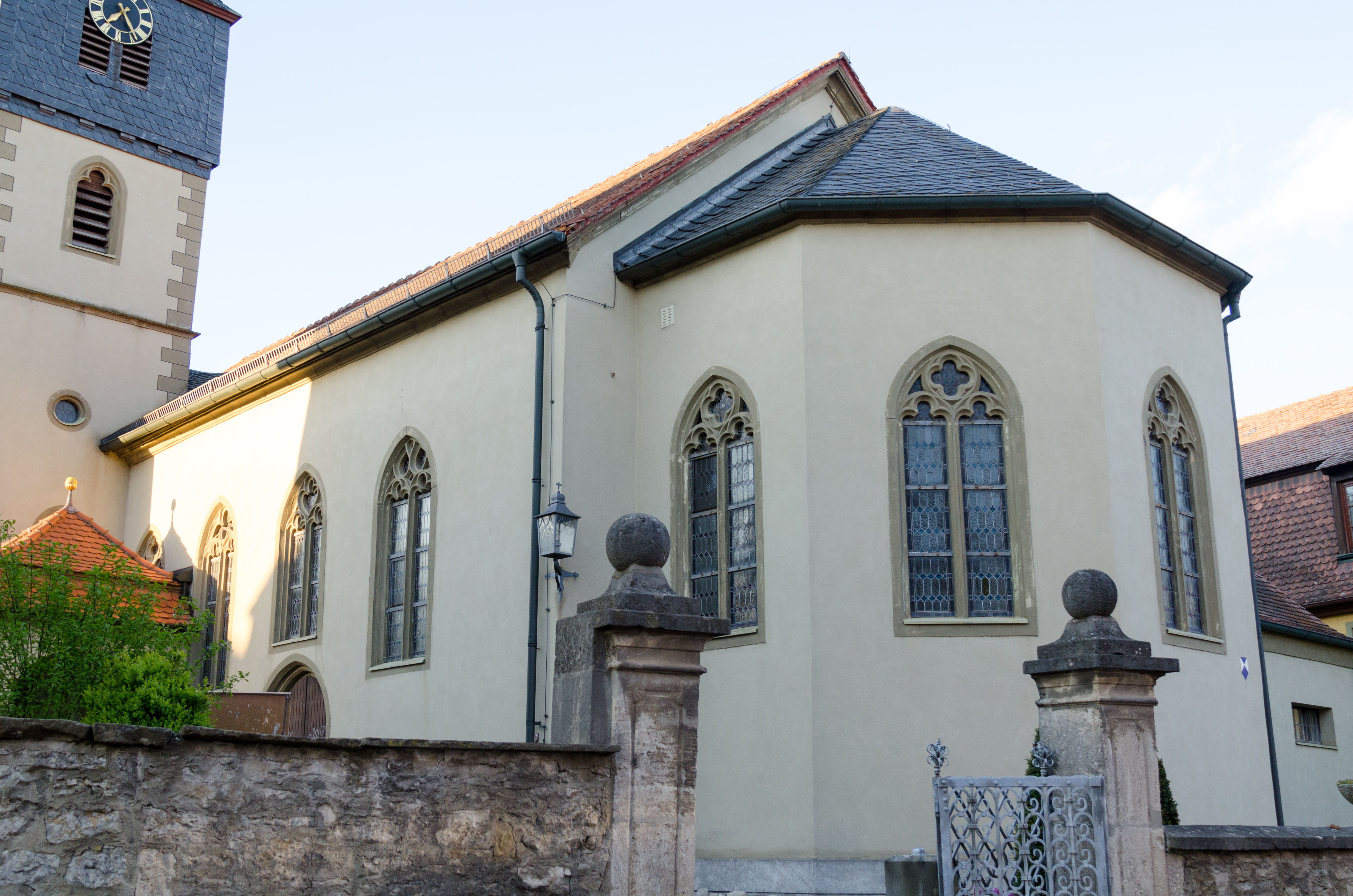
Südseite
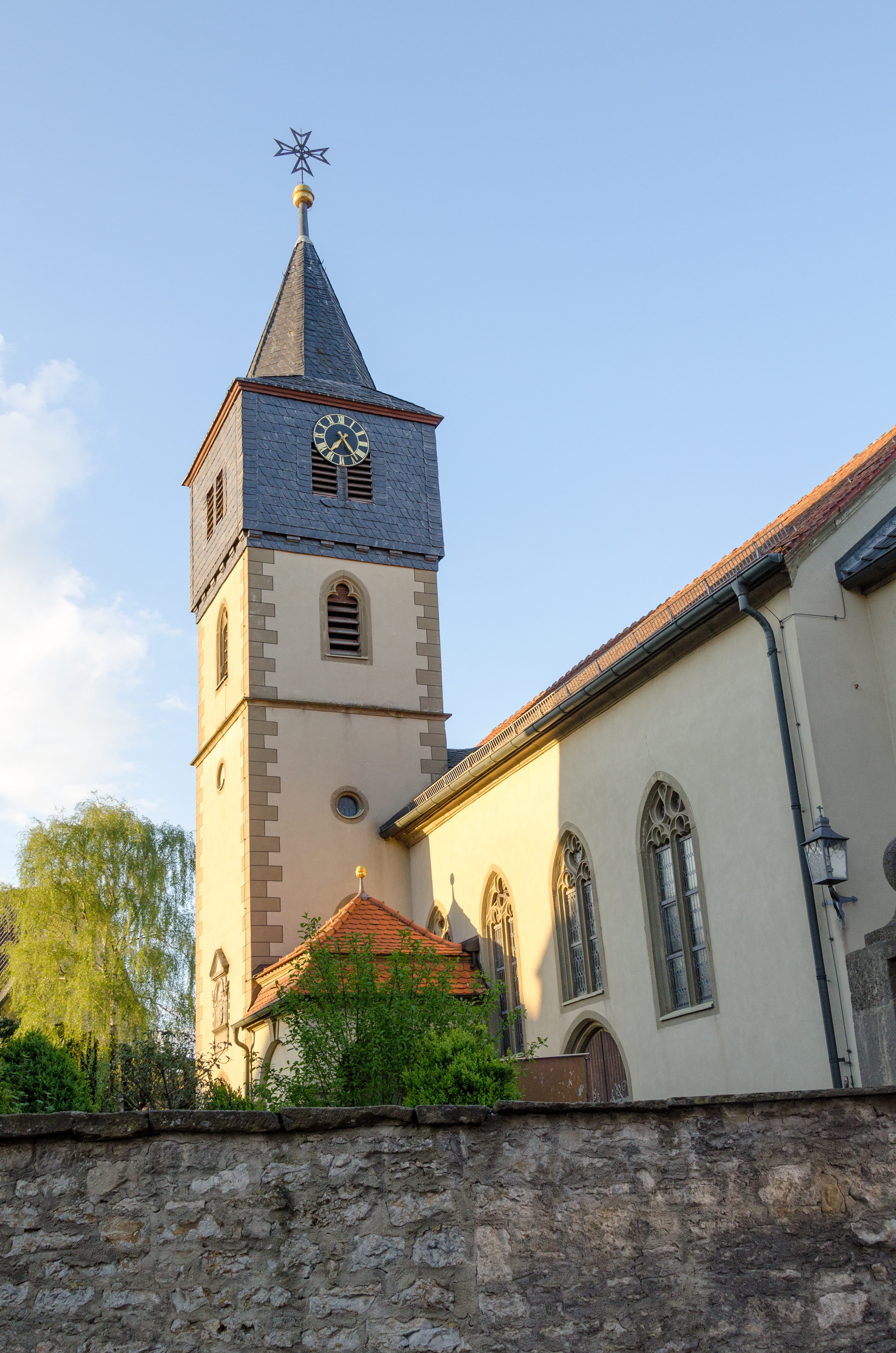
Westseite
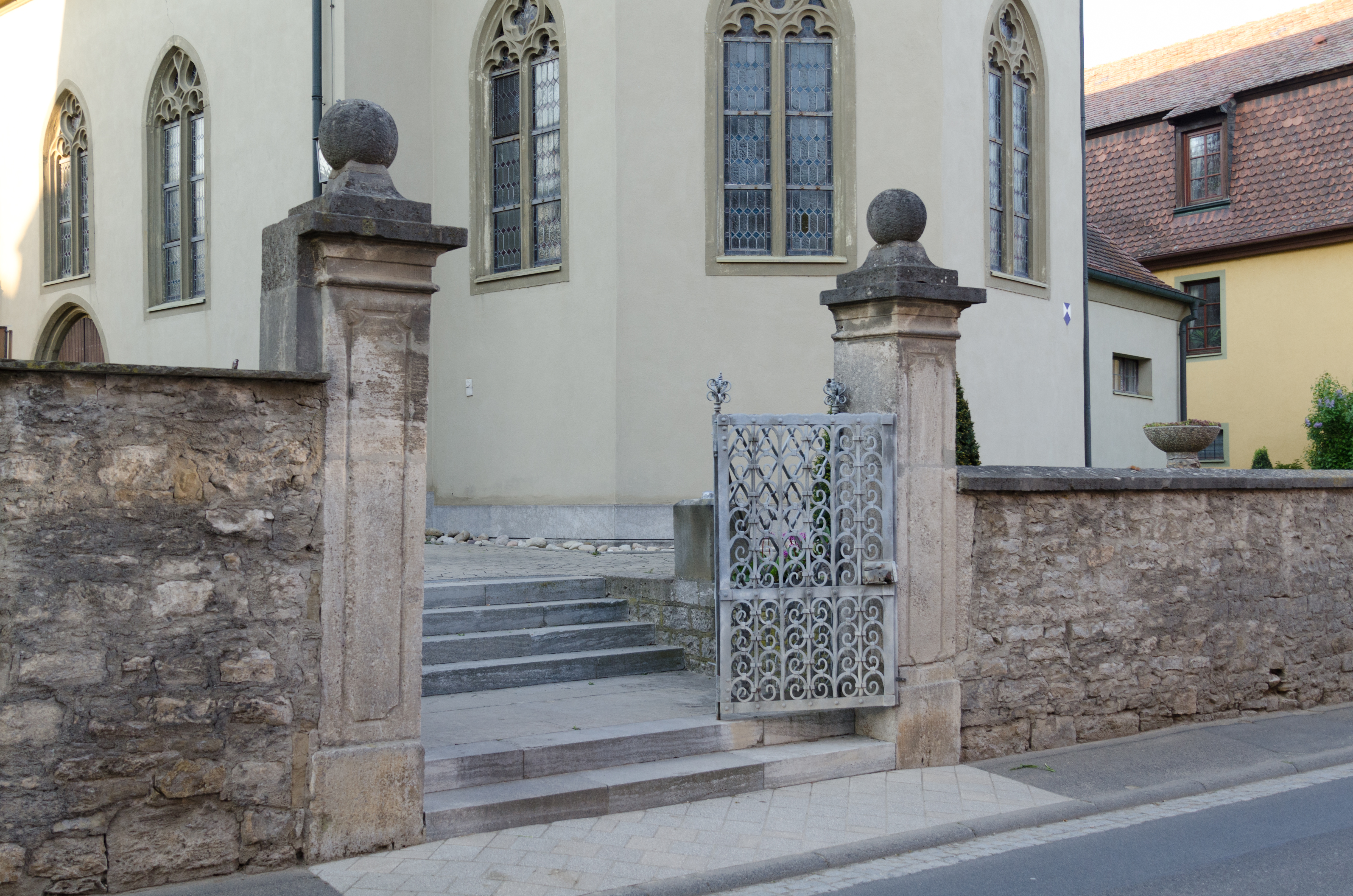
Eingang zum Kirchhof
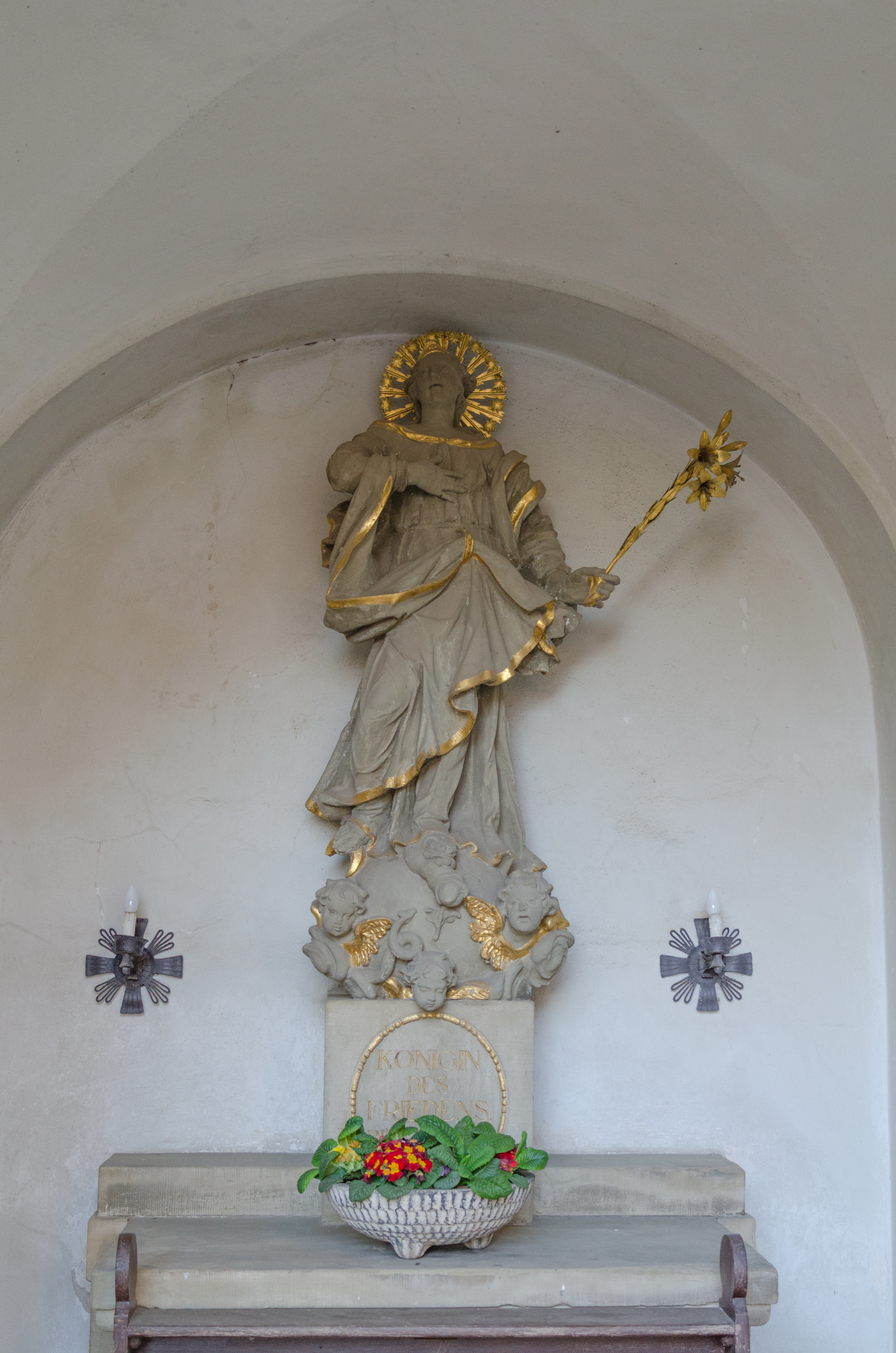
Maria Königin des Friedens am Eingang
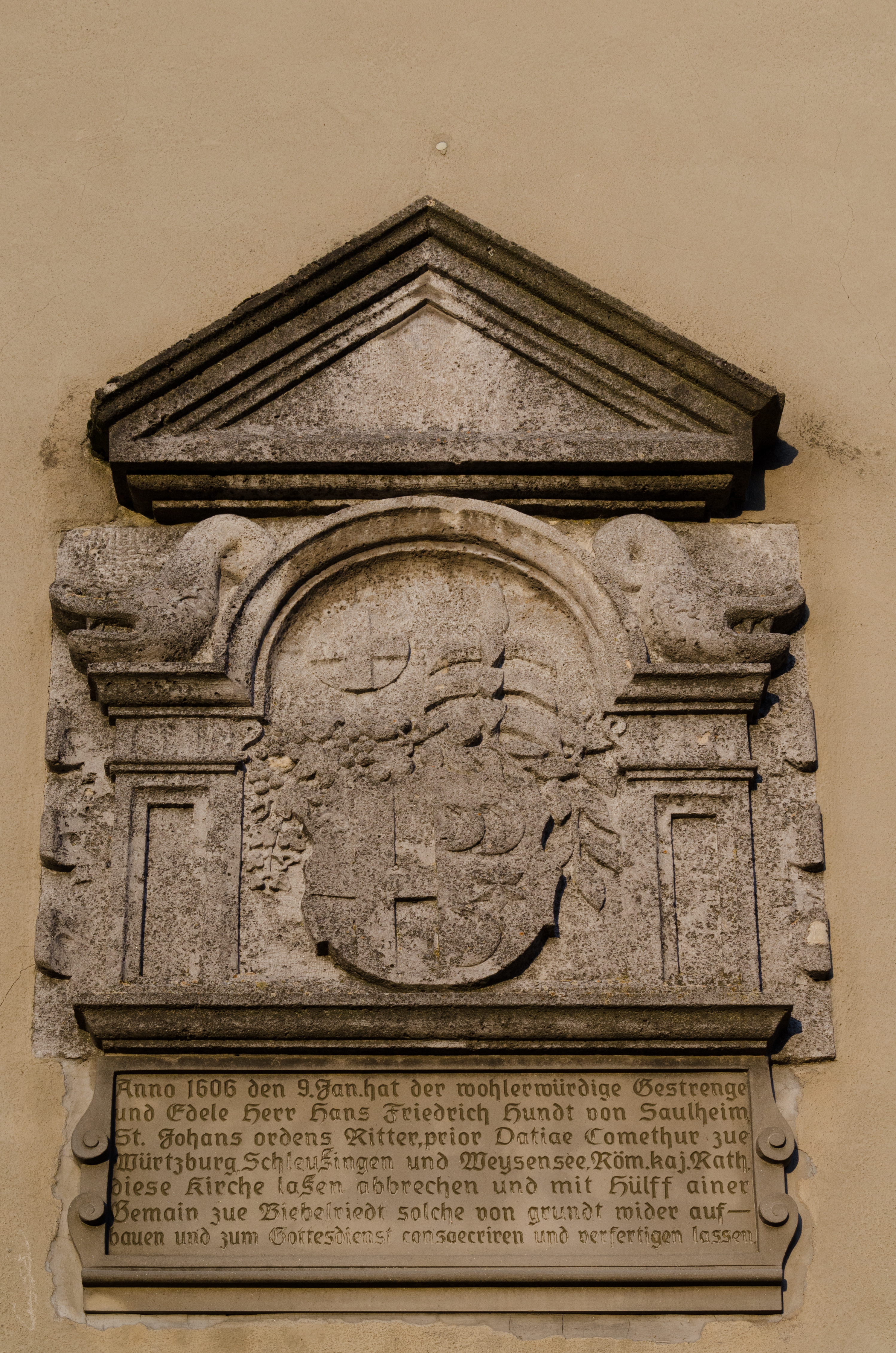
Inschrift anlässlich des Neubaus 1606
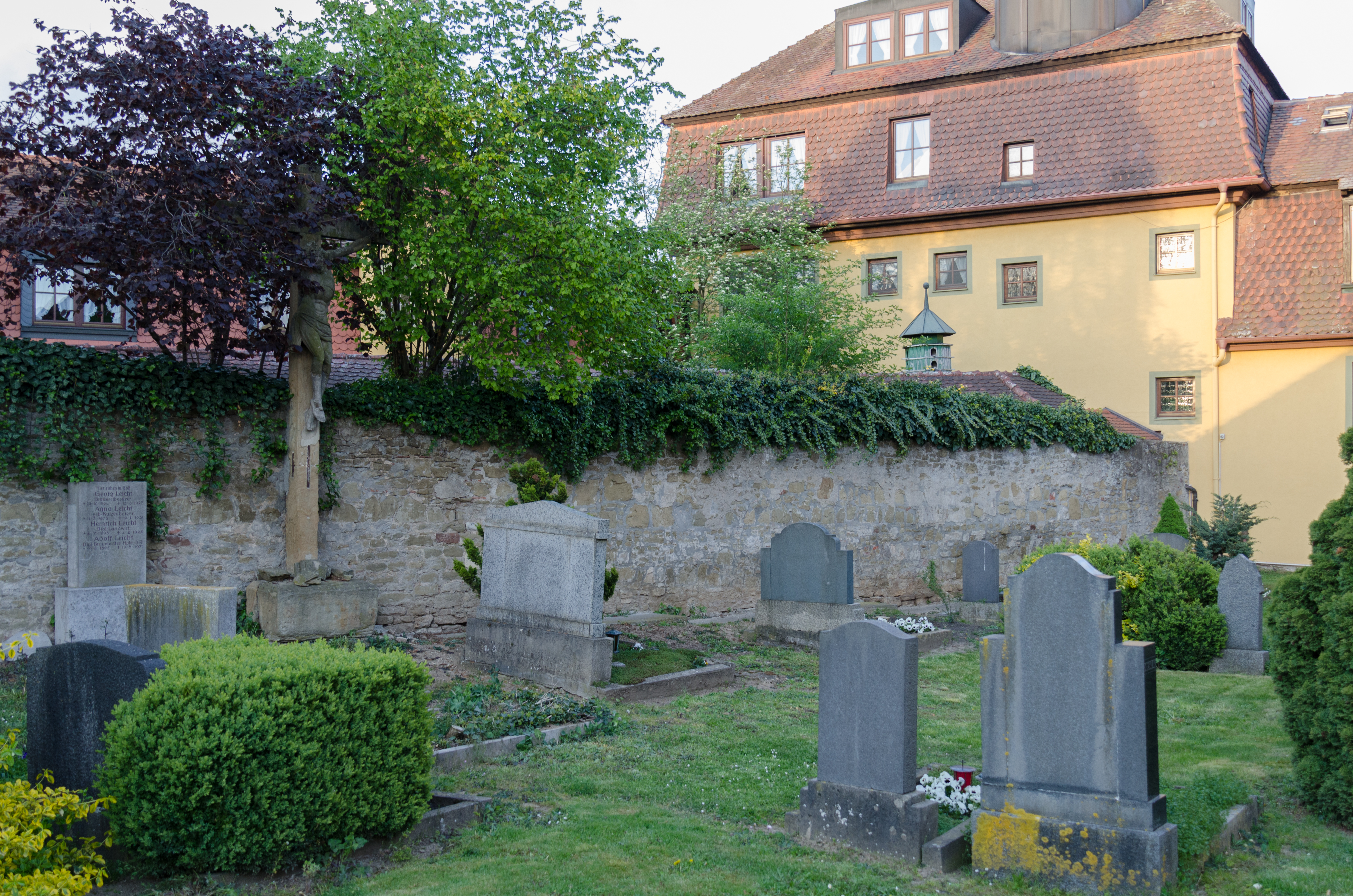
Friedhof
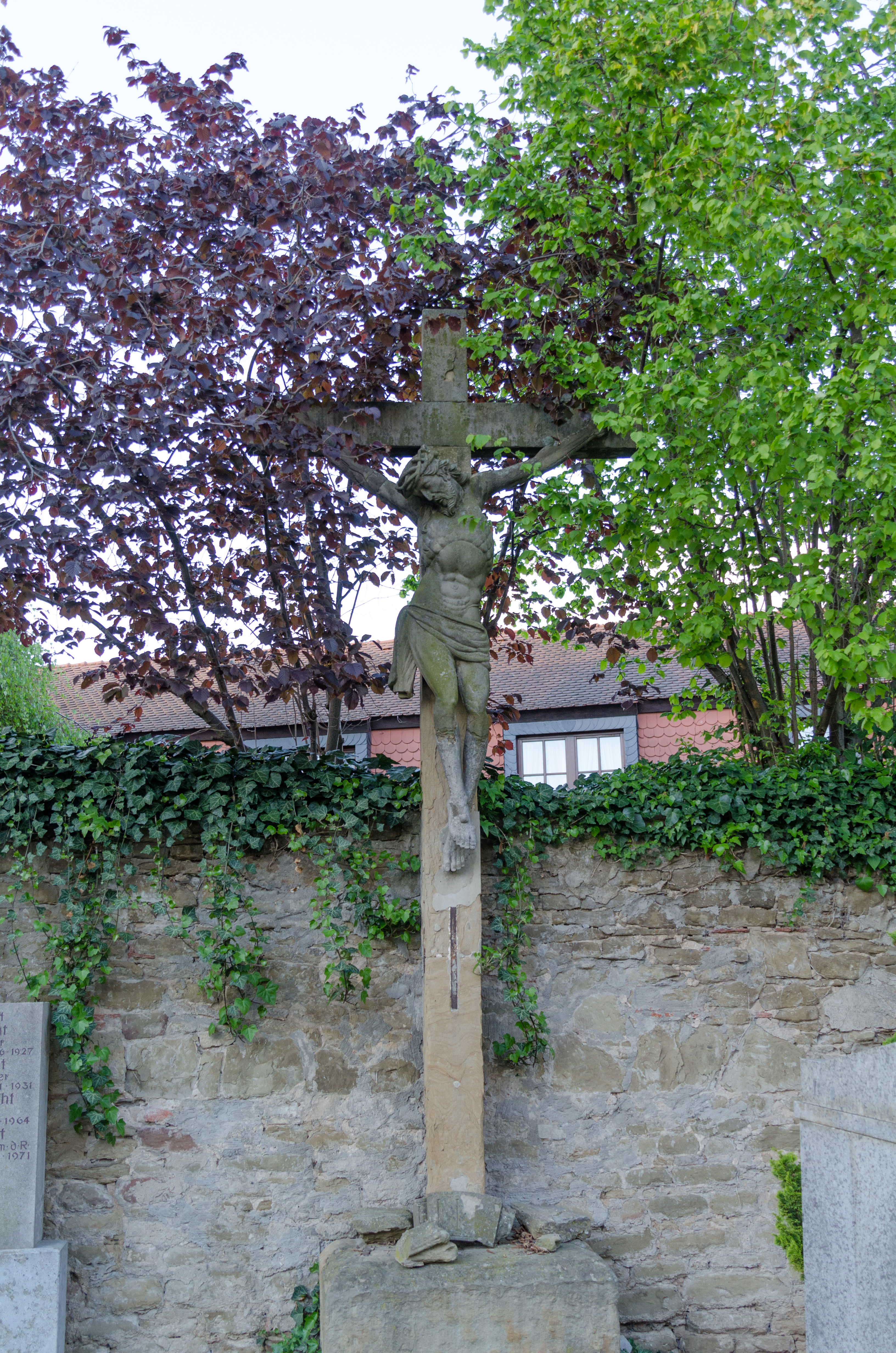
Friedhofskreuz
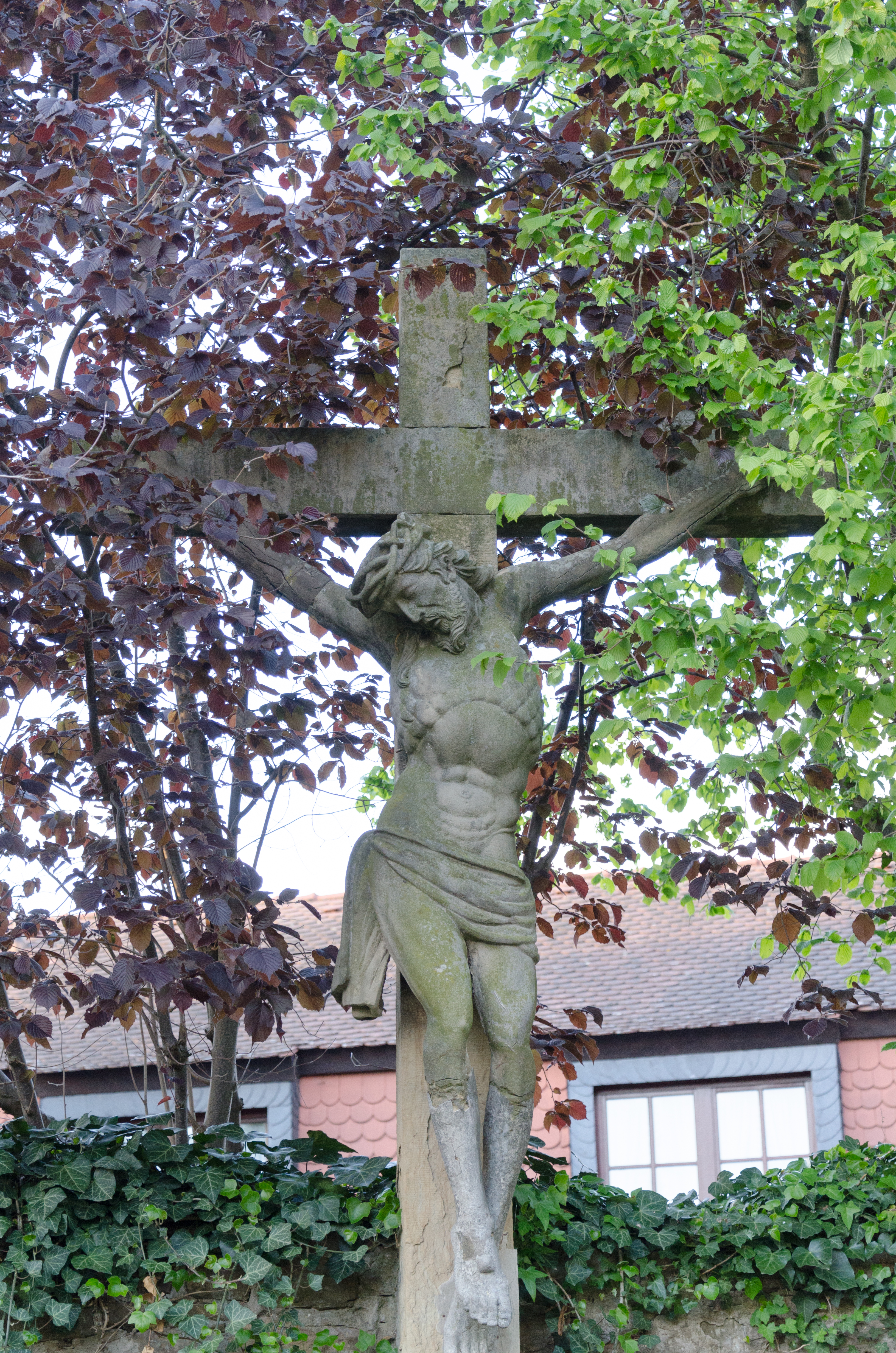
Friedhofskreuz
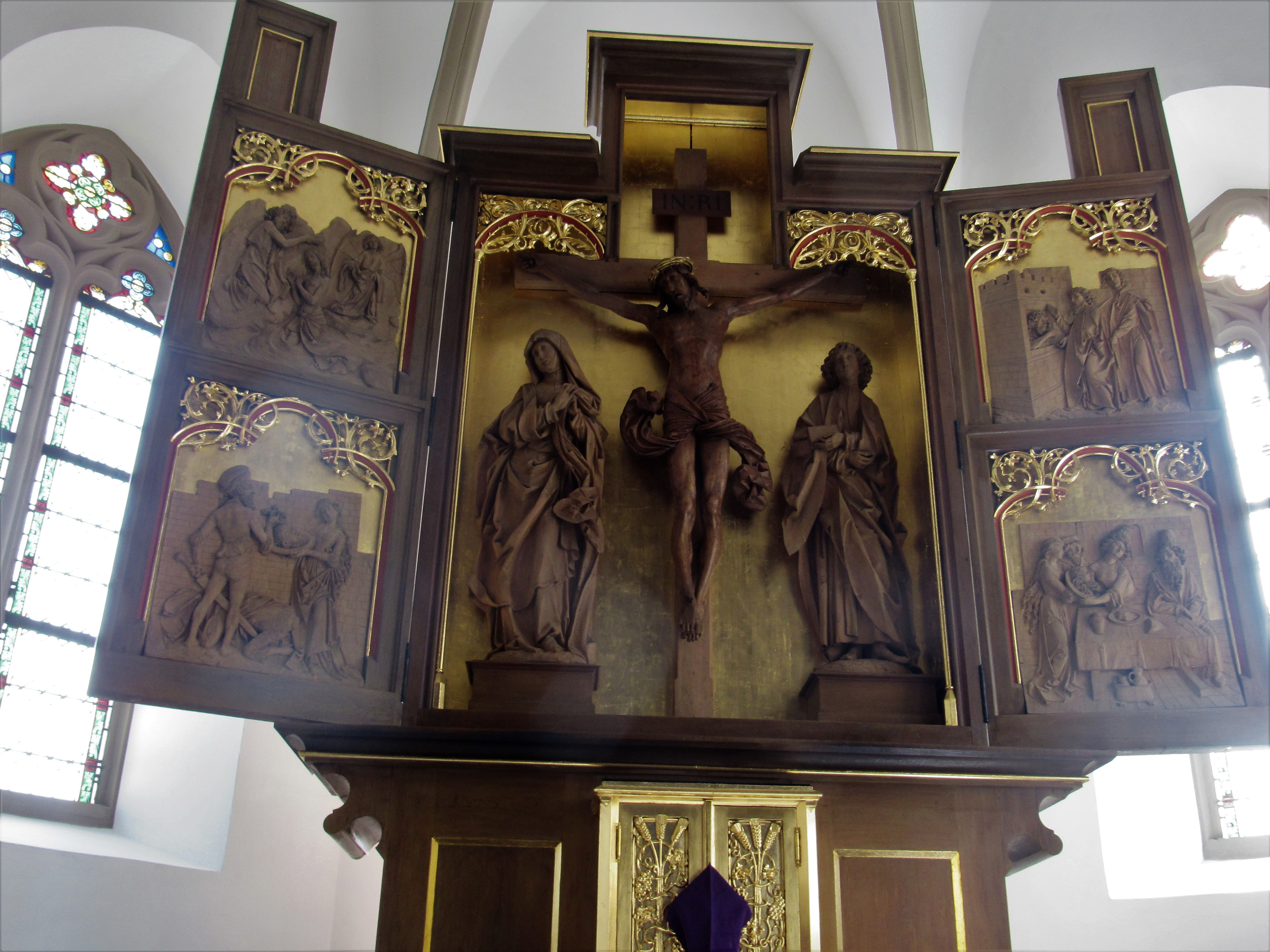
Hochaltar

## Baudenkmal
Die Kirche wird vom Bayerischen Landesamt für Denkmalpflege unter der Nummer D-6-75-113-1 als Baudenkmal geführt.